# سلاح الجو السلوفاكي
سلاح الجو السلوفاكي وهو الطيران والدفاع الجوي لسلوفاكيا وهو فرع من القوات المسلحة السلوفاكية. وتشغل 23 طائرة و10 طائرة هليكوبتر من 3 قواعد جوية (قاعدة مالاكي الجوية، قاعدة سلاش الجوية، قاعدة بريشوف الجوية).